# Michael Haller
Michael Haller (Neusath, 13 gennaio 1840 – Ratisbona, 4 gennaio 1915) è stato un compositore e insegnante tedesco.

## Biografia
Dal 1852 Haller ha ricevuto la sua prima educazione musicale come studente monastico nell'abbazia benedettina di Metten.
Nel 1860 iniziò il suo studio di teologia nel seminario di Ratisbona.
Dopo la sua ordinazione al sacerdozio nel 1864 assunse l'incarico di prefetto della scuola di coro (Dompräbende) a Ratisbona. Questa posizione gli ha permesso lo scambio di idee con i sostenitori del Cecilianismo, come Joseph Schrems, con il quale ha studiato musica sacra, Franz Xaver Haberl e Carl Proske.
Dopo aver fondato la Scuola di musica della chiesa a Ratisbona Haller insegnò dal 1874 composizione e contrappunto, e inoltre esercitò il ruolo di maestro di cori.
Nel 1882 ricoprì brevemente l'incarico di direttore nella Cattedrale di Ratisbona e fu quindi a capo del Regensburger Domspatzen.
Nel suo ruolo di sacerdote, oltreché di compositore si mise in evidenza con una rimarchevole quantità di musica sacra, messe, salmi e fu uno dei rappresentanti più autorevoli del movimento musicale riformatore ceciliano, impegnato nella creazione di uno stile di musica sacra raffinato e armonioso.
Fu uno stretto collaboratore del Kirchenmusik Jahrbuch assieme a Haberl.
Papa Leone XIII. gli ha conferito l'Ordine Pro Ecclesia et Pontifice.
Tra le sue pubblicazioni, si ricorda il Trattato di composizione per il canto sacro polifonico, del 1891, oltre ad un buon numero di lavori didattici ed un'antologia di Exempla polyphoniae ecclesiasticae.

## Opere principali
- Bonus Surrexit Pastor;
- Missa secunda, op. 5, per soprano, contralto, baritono e organo;
- Missa secunda, op. 5, per soprano, contralto, baritono e organo;
- Missa tertia, op.7a, per due voci e organo;
- Missa quinta Requiem, op. 9, per due voci e organo;
- Lodi eucharisticae, op. 10, per coro;
- Missa sexta, op. 13, per soprano, contralto, tenore, basso;
- Missa in honorem Sancti undecima Henrici imperatoris, op. 24, per voce;
- Missa solemnis, per voce;
- Ave Maria, op. 60, per coro maschile;
- Missa sexta decima, op. 62;
- Weihnachtsweisen, op. 70;
- Missa septima decima in honorem Beatae Virgin Virginis, op. 65;
- Missa, per voce;
- Canzoni, op. 111 (secolare);
- Quartetto d'archi.